# Conocybe kuehneriana
Conocybe kuehneriana là một loài nấm trong họ Bolbitiaceae.